# 土持頼綱
土持 頼綱（つちもち よりつな）は、戦国時代の武将。北郷氏の家老。末吉城主。

## 略歴
15世紀に滅びた財部土持氏の祖・土持景綱の子である秀綱の後裔。頼綱の祖先が北郷氏に仕えた経緯は不明である。
土持興綱の子として誕生。永禄11年（1568年）、日向伊東氏との飫肥城攻防戦の折、総兵力1万3千の薩摩軍中の輜重隊を率いていたが、2月21日・飫肥城の兵糧困窮の報に、強引に物資を搬入しようとしたところ、小越というところで奇襲を受け曾和田新左衛門尉に討ち取られた。この際、他に北郷忠俊・本田親豊も戦死している。この後、末吉城は子・良綱が引き継いだという。
また娘が北郷家の分家・北郷久猶に嫁ぎ、娘一人と後の久武と久明を産んでいる。その縁からか、久猶の四男・大炊介太郎右衛門が良綱の養子として家を継いだ。
ちなみに、末吉領は頼綱の父・興綱が北郷氏より拝領したもので、北郷氏へは島津氏より贈られたものであるという。末吉城は極めて堅城であり、島津宗家の攻撃にも耐えたことも記録されている。